# Liste der Bürgermeistereien im Regierungsbezirk Koblenz
Die Liste der Bürgermeistereien im Regierungsbezirk Koblenz enthält, nach Kreisen geordnet, alle Bürgermeistereien, die zwischen 1815 und 1927 im preußischen Regierungsbezirk Koblenz bestanden.

## Geschichte
Der 1815 eingerichtete Regierungsbezirk Koblenz setzte sich aus linksrheinischen Gebieten zusammen, die bis Ende 1813 unter direkter französischer Herrschaft standen sowie aus rechtsrheinischen Gebieten, die zum Herzogtum Nassau gehörten. In den linksrheinischen Gebieten waren mit Départements, Arrondissements, Kantonen und Mairien (Bürgermeistereien) Verwaltungsstrukturen nach französischem Muster eingeführt worden. Nachdem diese Gebiete beim Wiener Kongress endgültig an Preußen gefallen waren, wurden sie in neue Provinzen, Regierungsbezirke und Kreise gegliedert. Die untere Verwaltungsebene wurde jedoch aus der Franzosenzeit unverändert übernommen, so dass aus den Mairien nun preußische Bürgermeistereien wurden. Auch im ehemals nassauischen Gebiet wurden ab 1814 Bürgermeistereien eingerichtet.
Größere Änderungen der Verwaltungsstrukturen ereigneten sich zunächst am Ende der 1850er Jahre, als in einigen Städten die Rheinische Städteordnung eingeführt wurde die betroffenen Bürgermeistereien in eine Stadt- und eine Landbürgermeisterei aufgespalten wurden. 1867 kam infolge des Deutschen Kriegs zusätzlich das Oberamt Meisenheim zum Regierungsbezirk. 1869 wurde aus dem Oberamt der Kreis Meisenheim gebildet.
Die Geschichte der rheinischen Bürgermeistereien endete im Dezember 1927, als die Bezeichnung aller Landbürgermeistereien in „Amt“ geändert wurde. Der Kreis Wetzlar wechselte 1932 in den Regierungsbezirk Wiesbaden der preußischen Provinz Hessen-Nassau. Da in dieser Provinz keine Ämterverfassung existierte, wurden die Ämter des Kreises aufgehoben.
Im Regierungsbezirk Koblenz, der seit 1946 zu Rheinland-Pfalz gehörte, bestanden Ämter noch bis zum 1. Oktober 1968 fort, als sie im Rahmen der rheinland-pfälzischen Gebietsreformen in Verbandsgemeinden umgewandelt wurden.

## Liste der Bürgermeistereien
Bei Bürgermeistereien, die nicht während der ganzen Zeit von 1815 bis 1927 bestanden, ist der Zeitraum ihres Bestehens angegeben. Der Kreis Siegen, der nur bis zum 1. Juni 1817 zum Regierungsbezirk Koblenz gehörte, ist nicht berücksichtigt.

### Kreis Adenau
| - Adenau - Aremberg - Brück (1836–1927) | - Kelberg - Kempenich - Virneburg |

### Kreis Ahrweiler
| - Ahrweiler (ab 1857 Städteordnung) - Altenahr - Gelsdorf - Königsfeld - Niederbreisig | - Remagen (ab 1857 Städteordnung) - Remagen-Land (1857–1927) - Sinzig (ab 1857 Städteordnung) - Sinzig-Land (1857–1927) |

### Kreis Altenkirchen
| - Altenkirchen - Betzdorf (1886–1927) - Daaden - Flammersfeld - Friesenhagen | - Gebhardshain - Hamm - Kirchen - Weyerbusch - Wissen |

### Kreis Cochem
| - Cochem (ab 1856 Städteordnung) - Cochem-Land (1856–1927) - Eller - Kaisersesch | - Karden - Lutzerath - Pommern - Treis |

### Landkreis Koblenz
| - Bassenheim - Bendorf - Ehrenbreitstein - Koblenz (ab 1857 Städteordnung) - Koblenz-Land (1879–1927) | - Rhens (1815–1879) - St. Sebastian (1815–1879) - Vallendar (ab 1856 Städteordnung) - Vallendar-Land (1856–1927) - Winningen |

### Kreis Kreuznach
| - Hüffelsheim - Kirn (ab 1857 Städteordnung) - Kirn-Land (1857–1927) - Kreuznach (ab 1856 Städteordnung) - Langenlonsheim - Mandel - Monzingen - Sobernheim (ab 1857 Städteordnung) | - Sobernheim-Land (1857–1888) - Stromberg (ab 1857 Städteordnung) - Stromberg-Land (1857–1927) - Waldalgesheim - Waldböckelheim (1888–1927) - Wallhausen - Windesheim - Winterburg |

### Kreis Mayen
| - Andernach (ab 1857 Städteordnung) - Andernach-Land (1857–1927) - Burgbrohl - Mayen (ab 1857 Städteordnung) | - Mayen-Land (1857–1927) - Münstermaifeld - Polch - St. Johann |

### Kreis Meisenheim
| - Becherbach - Meddersheim - Merxheim (1867–1869) | - Meisenheim - Staudernheim (1867–1869) |

### Kreis Neuwied
| - Altenwied (1816–1843) - Anhausen - Asbach - Dierdorf - Engers [K] - Heddesdorf - Leutesdorf [L] - Linz [L] (ab 1857 Städteordnung) | - Linz-Land [L] (1857–1927) - Neuerburg - Neustadt - Neuwied (ab 1856 Städteordnung) - Niederwambach - Puderbach - Unkel [L] |

 [K] = 1816 bis 1822 Kreis Koblenz 
 [L] = 1816 bis 1822 Kreis Linz

### Kreis Sankt Goar
| - Bacharach (ab 1857 Städteordnung) - Bacharach-Land (1857–1927) - Boppard (ab 1857 Städteordnung) - Boppard-Land (1857–1927) - Brodenbach - Halsenbach - Niederheimbach | - Obergondershausen - Oberwesel (ab 1856 Städteordnung) - Pfalzfeld - Sankt Goar (ab 1857 Städteordnung) - Sankt Goar-Land (1857–1927) - Wiebelsheim |

### Kreis Simmern
| - Gemünden - Kastellaun - Kirchberg (ab 1858 Städteordnung) - Kirchberg-Land (1858–1927) | - Ohlweiler - Rheinböllen - Simmern (ab 1857 Städteordnung) - Simmern-Land (1857–1927) |

### Kreis Wetzlar
| - Aßlar [B] - Atzbach - Braunfels [B] (ab 1857 Städteordnung) - Braunfels-Land (1857–1927) - Greifenstein [B] - Hohensolms [B] | - Launsbach - Lützellinden (1817–1873) - Rechtenbach - Schöffengrund [B] - Wetzlar (ab 1856 Städteordnung) |

 [B] = 1816 bis 1822 Kreis Braunfels

### Kreis Zell
| - Blankenrath (1836–1927) - Enkirch (1884–1927) - Senheim - Sohren - Traben-Trarbach (ab 1904, mit Städteordnung) | - Trarbach (1815–1904, ab 1856 Städteordnung) - Trarbach-Land1) (1856–1904) - Zell (ab 1856 Städteordnung) - Zell-Land (1856–1927) |

1): ab 1884 Bürgermeisterei Traben